# Biglietto scaduto
Biglietto scaduto (titolo originale in francese: Au-delà de cette limite votre ticket n'est plus valable) è un romanzo di Romain Gary, scritto nel 1975.

## Trama
Il protagonista è un cinquantanovenne ricco e brillante, Jacques Rainier, che incontra un suo coetaneo inaspettatamente invecchiato; iniziano da quel momento le prime defaillance sessuali con la bella e giovane fidanzata Laura ed il terrore dell'età che avanza. 

## Edizioni in italiano
- Romain Gary, Biglietto scaduto, traduzione di Marina Valente, Rizzoli, Milano 1976
- Romain Gary, Biglietto scaduto, traduzione di Federico Riccardi, Neri Pozza, Vicenza 2008